# 次第司
次第司（しだいし）とは、律令制における官職。行幸などに際して車駕の前後に随行し、行列の威儀を整える官職で、行列の整除や進行路の管理にあたった。前後次第司ともいう。

## 概要
宮衛令26条「車駕出入条」によると、「車駕が出入するとき、諸々の駕に従う人の当按・次第（隊列配置）は、鹵簿（儀仗を具備した行幸・行啓の行列）の図のようにしなければならない」となっており、その順序の維持を担当していた役職である。『延喜式』巻11「太政官」116条によると、「御前長官一人、〈三位、〉次官一人、〈五位、〉判官二人、主典二人〈並六位以下、〉御後亦た此に准ず、〈定畢奏聞、〉」となっており、前・後ともに四等官制で構成されていた。
『続日本紀』における実例でも、
上記のうち、最初のものは藤原広嗣の乱に際する聖武天皇の伊勢行幸で、二番目は紫香楽宮遷都に際しての天皇の行幸、四番目は称徳天皇の紀伊国の行幸、三番目・五番目のものは光明皇太后・称徳天皇の葬送に関するものである。最初と四番目のものについては、騎兵将軍が同時に任じられており、軍事的性格の強いものであったことが窺われる。
のち、斎王・斎院の御殿の行列にも任命されている。